# Glenn Martin - Dentista da strapazzo
Glenn Martin - Dentista da strapazzo (Glenn Martin, DDS) è una serie televisiva animata statunitense-canadese del 2009, creata da Alex Berger, Michael Eisner e Eric Fogel.
Realizzata con la tecnica del passo uno, la serie è caratterizzata da un umorismo destinato perlopiù ad un pubblico adulto. La serie è stata trasmessa negli Stati Uniti su Nick at Nite dal 17 agosto 2009 al 7 novembre 2011 (conclusa il 28 agosto 2011 nel Regno Unito su Sky One) e in Canada su Citytv dal 3 ottobre 2009 e conta un totale di 40 episodi ripartiti su 2 stagioni. In Italia la serie è stata trasmessa su Sky Uno dal 13 dicembre 2010 al 2011.

## Trama
Dopo aver accidentalmente incendiato la sua casa di Freeland, in Pennsylvania, l'amorevole padre e dentista Glenn Martin porta la sua famiglia (la moglie Jackie, il figlio tredicenne Conor, la figlia undicenne Courtney, l'assistente Wendy e Canino, il cane della famiglia con un ano di grandi dimensioni) in un viaggio in macchina attraverso il Paese per rafforzare il legame familiare.

## Episodi
| Stagione         | Episodi | Prima TV originale | Prima TV Italia |
| ---------------- | ------- | ------------------ | --------------- |
| Prima stagione   | 20      | 2009-2010          | 2010-2011       |
| Seconda stagione | 20      | 2010-2011          | 2011            |

## Personaggi e doppiatori
- Dr. Glenn Campbell Martin, voce originale di Kevin Nealon, italiana di Massimo Bitossi.
- Jackie Robinson Martin, voce originale di Catherine O'Hara, italiana di Giò Giò Rapattoni.
- Conor Martin, voce originale di Peter Oldring, italiana di Alessio Nissolino.
- Courtney Martin, voce originale di Jackie Clarke, italiana di Perla Liberatori.
- Wendy Park (nata Bon Wa-Fo), voce originale di Judy Greer, italiana di Maura Cenciarelli.
- Canino (in originale: Canine), voce originale di Frank Welker.